# Unione dei comuni Terra di Leuca
L'Unione dei comuni Terra di Leuca si trova in provincia di Lecce (Puglia) e comprende 11 comuni situati nella punta meridionale del Salento. Il comune con il maggior numero di abitanti è Alessano, ma la sede dell'unione si trova a Salve. Nel suo complesso comprende poco meno di 40 000 abitanti.

## Comuni
Alessano 

Castrignano del Capo 

 Corsano 

Gagliano del Capo 

Miggiano 

Morciano di Leuca 

Montesano Salentino 

Patù 

 Salve 

Specchia 

Tiggiano